# Slavex Pride
Slavex Pride je český festival LGBTQ hrdosti, který vznikl v roce 2019 ve Slavičíně a koná se v létě ve městech Zlínského kraje (Slavičín, Zlín, Napajedla či Uherské Hradiště).

## Vznik a první dva ročníky (2019 a 2020)
Akce vznikla v srpnu 2019 jako reakce na rozhovor (duel) na zpravodajské internetové televizi DVTV mezi tehdejším primátorem hlavního města Prahy Zdeňkem Hřibem (Piráti) a pražským zastupitelem Janem Wolfem (KDU-ČSL). Wolf tehdy prohlásil, že v Hřibově rodném Slavičíně na Zlínsku by vyvěšení duhové vlajky neprošlo kvůli významnému zastoupení křesťanů. Skupina lidí ze Slavičína a okolí v čele se Sárou Vašičkovou se rozhodla dokázat opak, Wolfovo tvrzení vyvrátit a uspořádat ve městě queer akci.
Rozhovor se uskutečnil dne 8. srpna 2019, o 10 dní později (tedy 18. srpna 2019) proběhl ve Slavičíně první ročník festivalu. Jednalo se o komorní akci, na které bylo zhruba 20 účastníků. Ti se vyfotili s duhovou vlajkou před slavičínskou radnicí a šli společně na jídlo. Druhý ročník festivalu v roce 2020 se nesl v podobném duchu, po pořízení fotografie si návštěvníci sedli do altánku v místním parku a hráli seznamovací hry.

## Rozvoj festivalu a další ročníky (2021 až 2023)
Následně se o akci dozvěděl spolek Prague Pride, který dělal výzkum života queer lidí v regionech. Spolek podporuje lokální působení LGBT+ komunity a nabídl pomoc s organizací třetího ročníku. Ten se uskutečnil dne 25. září 2021, ze slavičínského parku se přesunul do slavičínské sokolovny. Součástí programu byl hudební doprovod kapely Favorite Obsession a promítání filmu Lola (2019, rež. Laurent Micheli). Návštěvníci si také mohli vybrat vlastní zábavu z mnoha stánků a workshopů.
Od čtvrtého ročníku se festival dále proměnil, spolupořadatelem se stal spolek Q prostor Zlín. Akce se proměnila na několikadenní, v případě čtvrtého ročníku od 18. do 22. července 2022. Jednotlivé aktivity se uskutečnily i mimo město Slavičín. Cílovou skupinou se tak stala LGBT+ mládež, která nemá možnost vyjet na velké queer akce do Prahy, Brna či Ostravy; zúčastnit se však může kdokoliv. Zahájení proběhlo v Kině Napajedla promítáním snímku Dating Amber (2020, rež. David Freyne), v napajedelské kavárně Café Klášter se uskutečnila přednáška s diskuzí od spolku Transparent. Ve Zlíně se konal v Parku Komenského piknik, součástí programu byl i společný výlet na hrad Buchlov. Zakončení proběhlo ve Slavičíně s piknikem a fotografií s duhovou vlajkou před radnicí.
Pátý ročník se konal opět ve spolupráci se spolkem Q prostor Zlín, a to od 17. do 21. července 2023. Zahájen byl v Uherském Hradišti v prostorách HUB 123 diskuzí o LGBTQ+ aktivismu na Slovensku, pokračoval v Napajedlích piknikem v Café Klášter a promítáním filmu Slon (2022, rež. Kamil Krawczycki). Následně se přesunul do Zlína, kde byl v UTB Galerii G18 promítnut film Lidi (2022, rež. Kateř Tureček) s následnou párty a uskutečnila se též procházka na Maják s Q prostorem. Zakončen byl opět před radnicí ve Slavičíně.

## Stabilní festival (od 2024)
Šestý ročník festivalu proběhl od 8. do 12. července 2024, byl podpořen nadačním fondem Pride Business Forum a spoluorganizoval jej spolek Q prostor Zlín. V Uherském Hradišti se v prostorách HUB 123 uskutečnila přednáška o předsudečném násilí od organizace In IUSTITIA a Hub Queer Quiz, v Napajedlích byl v místním kině promítnut snímek Ohňostroje (2023, rež. Giuseppe Fiorello) s úvodním komentářem. Těžiště festivalu se přesunulo do Zlína, kde v prostorách Univerzity Tomáše Bati ve Zlíně proběhla „Chill Out Queer Party, deskovky, grilovačka a party“, bezpečný prostor pro queer osoby. Ve zlínské Galerie G18 dále zazněla přednáška s diskuzí na téma „Jaké je být LGBTQ+ v Česku?“ a koncert Vandy Kavkové. Návštěvníci festivalu měli také možnost vyrazit na „Pěší výlet se Zlínským Ševcem“, tedy na pěší vycházku k Tlusté hoře, dále až do Malenovic k pivovaru Zlínský Švec. Poprvé v historii festivalu se nekonala žádná akce ve Slavičíně, kde festival původně vznikl.
Sedmý ročník festivalu se uskutečnil od 14. do 18. července 2025, byl tvořen třemi akcemi. Nejprve byl v Kině Napajedla promítán snímek Zákon lásky (2021, rež. Barbora Chalupová) s následnou diskuzí s Lenkou Sovovou z iniciativy Jsme fér a gay párem vstoupivším do partnerství, pak se odehraje Tradiční piknik ve Slavičíně (kam se vrací po dvou letech, jelikož v roce 2024 se žádná z akcí ve Slavičíně z důvodu hrozeb nakonala) a nakonec vše zakončí Pride party ve Zlíně. Ročník 2025 organizují Slavex Pride a spolek Q prostor Zlín, podpořili jej iniciativa Jsme fér, Kino Napajedla, Pride Business Forum a Galerie G18 ve Zlíně.